# 伴吉夫
伴 吉夫（ばん よしお、1918年7月6日 - 没年不明）は、愛知県出身のプロ野球選手（二塁手、三塁手）。

## 来歴・人物
享栄商業学校（現・享栄高等学校）時代は、1934年夏の甲子園に補欠ながら出場した。
1936年に大東京軍の結成に参加。しかし守備が非常に拙く、公式戦開幕前の4月5日に行われた、大東京軍にとって球団結成4試合目に当たる東京ガス（ノンプロ）との練習試合では9回表に6失策を喫した。この試合では大東京軍は8回まで7-6とリードしていたが、伴の6失策と漆原進左翼手の2失策が祟り、一挙に9点取られて7-15と逆転負けした。その事で、激怒した球団代表の鈴木龍二によって監督の永井武雄が解任される事件も起こった（日本プロ野球史上初の監督解任。尚、永井はその後二度とプロ野球界に戻ることなく、2年後の1938年4月19日に中国北部郭里集で戦死した。）。言わば、永井監督とチームの運命を暗転させた事態を引き起こしたのである。
公式戦に入っても、プレーが冴える事がなく、5月の5試合に出たのみで、1936年限りで引退。引退後の消息は不明。

## 詳細情報

### 年度別打撃成績
| 年 度     | 球 団     | 試 合 | 打 席 | 打 数 | 得 点 | 安 打 | 二 塁 打 | 三 塁 打 | 本 塁 打 | 塁 打 | 打 点 | 盗 塁 | 盗 塁 死 | 犠 打 | 犠 飛 | 四 球 | 敬 遠 | 死 球 | 三 振 | 併 殺 打 | 打 率 | 出 塁 率 | 長 打 率 | O P S |
| --------- | --------- | ----- | ----- | ----- | ----- | ----- | -------- | -------- | -------- | ----- | ----- | ----- | -------- | ----- | ----- | ----- | ----- | ----- | ----- | -------- | ----- | -------- | -------- | ----- |
| 1936春夏  | 大東京    | 5     | 3     | 2     | 1     | 2     | 0        | 0        | 0        | 2     | 1     | 0     | --       | 0     | --    | 1     | --    | 0     | 0     | --       | 1.000 | 1.000    | 1.000    | 2.000 |
| 通算：1年 | 通算：1年 | 5     | 3     | 2     | 1     | 2     | 0        | 0        | 0        | 2     | 1     | 0     | --       | 0     | --    | 1     | --    | 0     | 0     | --       | 1.000 | 1.000    | 1.000    | 2.000 |

### 背番号
- 9 （1936年）